# Xuxinha e Guto contra os Monstros do Espaço
Xuxinha e Guto contra os Monstros do Espaço é um filme brasileiro de animação 3D aventura de 2005, escrito por Flávio de Souza e dirigido por Moacyr Góes e Clewerson Saremba, produzido por Diler Trindade e distribuído pela Warner Bros. Pictures. Estrelado por Xuxa Meneghel e Pedro Malta nas cenas em live-action, e com as vozes de Flávia Saddy, Bernardo Coutinho, Guilherme Briggs, Gustavo Pereira e Milton Gonçalves.
O filme conta a história de Guto, um menino de 7 anos que recebe ajuda de seu anjo da guarda - Xuxinha - para combater monstros devoradores de lixo que vêm do planeta XYZ, que fica em uma galáxia distante, e vai morar no córrego Pumzão, bem no bairro onde Guto e seu amigo Jonas moram. O Pumzão é o lugar ideal para os invasores, que comem lixo e que querem transformar a Terra em um lixão. Os dois passarão por inúmeras aventuras e contarão com a ajuda do sábio filósofo sem-teto Euclides Arquimedes, do detetive Txutxucão e de Jonas. Mas a grande ajuda vem do céu: Anjos da guarda de Guto e Jonas: Xuxinha e Biel. A grande heroína é a loira, que desiste de seus poderes angelicais para salvar Guto e o planeta.
Ainda em 2004, Xuxa Meneghel considerou a possibilidade de produzir uma animação cinematográfica no final daquele ano. O projeto teve o primeiro título "As Aventuras da Xuxinha", mas o projeto foi cancelado. Quase um ano após o primeiro anúncio em 2005, a Xuxa anunciou o lançamento de seu primeiro filme de animação. Apostando em uma nova fórmula, a apresentadora de TV deixou seu tradicional formato de filme em live-action e apostou em uma animação 2D e 3D. Xuxinha e Guto foi a primeira animação 2D brasileira lançada em formato 3D.
Ele teve um desempenho ruim nas bilheterias, arrecadando apenas 4.259.097 milhões em todo o Brasil, com 596.218 espectadores, sendo o pior desempenho de bilheteria de um filme da Xuxa desde Xuxa Requebra (1999). O filme recebeu uma recepção negativa da crítica especializada.

## Sinopse
A aventura intergaláctica contada por Xuxa ao seu sobrinho Juliano, começa numa longínqua galáxia, no planeta XYZ que serve de cenário para a fuga de quatro temidos vilões que só pensam em transformar tudo em lixo. Ao caírem no planeta Terra, descobrem um córrego poluído onde passam a viver e a se alimentar das porcarias jogadas pelas pessoas, transformando-se em monstros ainda mais perigosos.
No filme "Xuxinha e Guto contra os os Montros do Espaço",Xuxa conta para seu sobrinho que uma vez não sabia se era sonho ou realidade que já viu a sua anjinha Xuxinha. que fala que ira vigiar um outro menino chamado Guto e num planeta chamado XYZ aliens do mal vem para a Terra se escondem num córrego sujo com a comida que eles mais gostam e eles evoluem e ficam mais fortes.

## Elenco
- Xuxa Meneghel:Xuxa
- Pedro Malta:Juliano

### Vozes
- Xuxa Meneghel: Narração
- Flávia Saddy: Xuxinha
- Bernardo Coutinho: Guto
- Ana Lúcia Menezes: Bebês
- Emília Rey: Sarita Malaguenha / Vozeiros
- Felipe Grinnan: Vozeiros
- Fernanda Baronne: Dona Rô / Vozeiros
- Alexandre Moreno: Grilo / Policial xyz 2
- Guilherme Briggs: Detetive Txutxucão / Monstros / Bombeiro
- Gustavo Pereira: Jonas
- Joaquim P.O'rey: Fael
- Júlio Chaves: Pai de Jonas
- Lina Rossana: Velha
- Lúcio Mauro Filho: Sr.Sid
- Luiz Carlos Persy: Robô / Medico
- Marcelo Coutinho: Policial / Policial xyz 1 / Motorista / Vozeiros
- Márcia Coutinho: Vozeiros
- Márcio Simões: Ratos Inteligentes
- Mário Monjardim: Galileu Newton
- Milton Gonçalves: Euclides Arquimedes
- Paulo Goulart: São Pedro
- Pedro Henrique Albuquerque: Biel
- Pedro Lima: Guel
- Tom Cavalcante: Douglas Wender

## Produção
Ainda em 2004, Xuxa Meneghel considerou a possibilidade de produzir uma animação cinematográfica no final daquele ano. O projeto teve o primeiro título "Aventuras da Xuxinha", e teria como heroína uma garota loira, verdadeira miniatura da apresentadora. O projeto foi orçado pela Agência Nacional do Cinema com previsão de uma despesa de R$ 7,5 milhões, que a Xuxa e sua produção consideram muito alta, por isso, o projeto foi adiado para o ano de 2005, e em seu lugar a apresentadora estreou Xuxa e o Tesouro da Cidade Perdida no final daquele ano (2004). Quase um ano após o primeiro anúncio, em 24 de junho de 2005, Xuxa anunciou o lançamento de seu primeiro filme de animação intitulado Xuxinha e Guto Contra os Monstros do Espaço, que estreou em cinemas em todo o Brasil em dezembro daquele ano. O filme é a primeira animação brasileira em 2D e 3D.
A Xuxinha e o Guto contra os Monstros do Espaço contavam com uma equipe de 70 animadores do estúdio Twister, gerados em computador, totalmente digital. O filme é igualado às animações da Disney, mas não custou 1% do orçamento para tais produções. O valor final chegou a R$ 6 milhões, que foi providenciado pela própria apresentadora, que se orgulha do centro de animação criado para essa produção. Como nos quatro filmes anteriores da Xuxa, a direção é de Moacyr Góes, o diretor de animação é Clewerson Saremba e a produção é da Diler & Associados. O filme demorou um ano para ficar pronto. É, portanto, uma mistura de desenhos animados e cenas em live-action (com atores atuando). Apostando em uma nova fórmula, a apresentadora de TV Xuxa Meneghel abandonou o seu formato de filme tradicional chegou aos cinemas em uma animação. O diretor Clewerson Saremba explica que o filme foi desenhado e animado completamente no computador. "O processo de animação foi baseado no dos estúdios convencionais. A diferença foi mudar o papel do computador ao desenhar". Não foi por acaso que Xuxa e o produtor de seus filmes Diler Trindade decidiram apostar na animação.
Claramente, há uma tentativa de renovação, uma vez que, a cada ano, suas produções têm ganho menos nas bilheterias. Xuxa explicou que ela concorda com a participação de personagens de animação para reduzir os custos de produção: Já faz um tempo que amadurecemos a possibilidade de produzir um filme com um desenho animado. Mas colocá-los comigo era muito caro. E como os personagens Guto, Xuxinha e Txutxucão são muito fortes, surgiu a ideia de colocá-los mais do que minha imagem, não contando comigo, e sim, eu com eles.
Com roteiro assinado por Flávio de Sousa, o filme é fiel ao que a apresentadora acredita. "Nós não nos importamos em ser educativo. Isso depende da escola, não dos programas de TV e filmes", diz ela. Ainda assim, o tema do filme é a ecologia e a importância da reciclagem. Apesar da pequena participação na frente das câmeras, Xuxa diz que ela exigiu muito na produção do desenho. "Eu sou um pouco chata. Às vezes ela achava que Xuxinha parecia gorda ou furtiva, tinha que mudar. Dez segundos de filme levaram uma semana para ser refeito. Muitas coisas foram jogadas no lixo, horas de trabalho." A personagem Xuxinha está presente nos DVDs e programas de TV da Xuxa desde 1997. No mesmo ano, a personagem Guto foi criada para representar o público infantil masculino da nova linha de produtos de limpeza infantil. Xuxa e Pedro Malta são as únicas aparições reais no filme, os outros personagens são feitos em computação gráfica e dublados por dubladores.

## Trilha Sonora
A trilha sonora do filme de mesmo nome, lançado em 2005 pela Som Livre. O álbum é composto por músicas interpretadas pela protagonista, a apresentadora de TV Xuxa Meneghel e outros artistas. Consiste principalmente nos temas instrumentais incidentais que tocaram no filme, traz apenas dois cantores, Abdullah e Xuxa. Mais a faixa 10 que é interpretada pela atriz Naná Tribuzzi. A trilha sonora foi produzida por Ary Sperling.
1. Caminhos do Amor - Xuxa
2. Pernas
3. Espera na Maternidade
4. Fuga Intergalática
5. Skate
6. Tema dos Monstros
7. O Detetive Cão - Abdulah
8. No Punzão - Diler Trindade
9. Maravilhas Modernas
10. Prece para uma Criança - Paula Tribuzzi
11. Tema da Batalha
12. Depois que Tudo Acaba Bem
13. Túneis / Fábrica
14. Caminhos do Amor (Instrumental)

## Lançamento
A primeira estréia do filme aconteceu no dia 27 de novembro de 2005 na cidade de Búzios, no Rio de Janeiro, no Festival de Búzios Cine. Xuxa também participou de uma coletiva de imprensa em São Paulo no dia 13 de dezembro para divulgar o filme, e comentou sobre a possibilidade de o filme ganhar uma continuação em 2006: "Este primeiro filme foi para contar a história da personagem. Se der certo, no próximo vou participar mais das cenas". Em 17 de dezembro, Xuxa verificou o resultado do filme pela primeira vez sozinha. Para a estréia na cidade do Rio de Janeiro, a rainha dos baixinhos convocou 100 crianças da Fundação Xuxa Meneghel e mais 50 do Criança Esperança, que ficaram encantadas com a performance do desenho animado, e que vestiram a camisa do filme. O filme foi lançado oficialmente em 25 de dezembro em mais de 180 salas no país.
O filme foi lançado em DVD e VHS em junho de 2006. Além do filme, o material em home video inclui jogos e brincadeiras, making of e cenas de voz nos extras.

## Recepção
O filme recebeu uma classificação de aprovação de 1,4 no Cineplayers, com base em 55 votos. O público no AdoroCinema deu ao filme uma classificação "3.0" e três estrelas de cinco. Já os usuários do IMDb deram uma pontuação de 1,3.
Um crítico do Cineclick considerou a produção "mais suportável" que as anteriores, escrevendo que o filme "deveria agradar às crianças". Ele ainda afirma que as técnicas de animação são bastante simples, assim como o roteiro, e a música está presente em todos os momentos - mais ou menos como os desenhos do Scooby-Doo, quando a ação pára e dá lugar a um musical. Rubens Ewald Filho do UOL, considerou o filme razoável e dando duas estrelas de cinco, criticou ele escrevendo que o filme não é "especialmente interessante, embora o filme tenha pretensões educacionais". Foi eleito como "o pior filme de 2005" pelo Omelete.
O Xuxinha e Guto contra os Monstros do Espaço, obteve um número ruim de bilheteria em comparação com as anteriores: a produção ficou em 9º lugar com 478.002 espectadores na sua primeira semana em cartaz. Didi, o Caçador de Tesouros, por exemplo, foi lançado no mesmo período e conseguiu ficar em 5º lugar com 877.585 bilheterias. O resultado de sua bilheteria foi de 596.218 espectadores, sendo o primeiro filme de Xuxa, desde Xuxa Requebra (1999) a não conseguir mais de 1 milhão de telespectadores. O filme foi a quinta maior bilheteria brasileira de 2006, sendo o 49ª mais visto no mesmo ano, com um total bruto de R$ 4.259.097,00.